# Allotissement
 (janvier 2014).
Cet article concerne le droit de la construction. Pour l'allotissement (Allotment) de la propriété des Nations natives, voir Dawes Act.
En droit de la construction, l'allotissement est le fait de répartir en différents lots les différentes prestations nécessaires pour la réalisation d'un projet.

## Principe
Dans le cadre d'un projet, par exemple un projet de construction de bâtiment, l'allotissement peut se faire par corps d'état. Il peut alors ainsi y avoir un lot pour le terrassement, un lot pour la maçonnerie, un lot pour l'électricité, etc.
Chaque lot donne lieu à un marché distinct. Cette disposition a été prise pour favoriser l'accès d'entreprises de taille réduite, qui ne pourraient pas répondre dans le cas d'un marché passé en « tous corps d'état », ce que seules des entreprises de grande taille, dites entreprises générales, peuvent faire. Il s'agit donc de favoriser la concurrence dans le domaine du marché public.

## Marché public en France
Dans le cas du marché public en France, le code des marchés publics obligeait les maîtres d'ouvrage publics soumis au code, par les dispositions de l'alinéa 2 de son article 10, à allotir un marché afin de favoriser la concurrence et l'obtention de prix les plus compétitifs possible. Cette obligation d'allotissement n'était levée que dans quelques cas précis, comme le recours à un contrat global ou à une conception-réalisation. Dans ce cas, la maîtrise d'ouvrage doit pouvoir justifier de sa possibilité de ne pas réaliser d'allotissement.
Toutefois, dans le cas où le maître d'ouvrage public n'était pas soumis au code, mais relevait de l'ordonnance de 2005, il n'y avait pas d'obligation d'allotir.
En 2015 dans le cadre de la transposition en droit français des directives européennes « marchés publics », la Direction des affaires juridiques du ministère de l’Économie et des Finances a lancé une concertation qui porte notamment sur un projet d'ordonnance dont un article permet de nombreuses dérogations au principe de l'allotissement. La CAPEB souhaite son renforcement et son extension pour faciliter l'accès des petites entreprises artisanales à la commande publique . 
Depuis le 1er avril 2019, le code de la commande publique, dans son article L.2113-10, pose le principe de l'allotissement des marchés, tandis que l'article L.2113-11 fixe quelques exceptions à ce principe. 